# Dương Minh Tuyền
Dương Minh Tuyền (sinh ngày 23 tháng 4 năm 1986), hay còn được biến đến với biệt danh là Tuyền Mốc và Tuyền Mốc Bắc Ninh, là một giang hồ mạng, YouTuber có ảnh hưởng người Việt Nam. Công việc chính của Dương Minh Tuyền là đăng tải những bình luận về các sự kiện, nhân vật đang gây chú ý. Ngoài ra, anh còn nổi tiếng trên mạng xã hội với biệt danh là Thánh chửi.
Dương Minh Tuyền là một nhân vật nổi tiếng trên mạng xã hội đã từ lâu, có sức ảnh hưởng trên mạng xã hội và cũng là hiện tượng mạng xã hội được nhiều cư dân mạng biết đến qua các buổi truyền phát trực tiếp, các video trên Facebook và YouTube nhằm bình luận các sự kiện nổi bật. Số lượng người theo dõi Dương Minh Tuyền tăng liên tục trên các mạng xã hội thông qua những video được đăng tải.
Dương Minh Tuyền được biết là có quan hệ mật thiết với các "giang hồ mạng" nổi tiếng khác như Huấn Hoa hồng, Khá Bảnh. Ngoài ra, anh còn thường xuyên chia sẻ hình ảnh chụp chung với các ca sĩ và người nổi tiếng.

## Tiểu sử
Dương Minh Tuyền sinh năm 1986 và lớn lên tại thành phố Bắc Ninh, tỉnh Bắc Ninh. Dương Minh Tuyền từng là đầu bếp chính cho một nhà hàng có tiếng nhưng đã từ bỏ công việc để về làm tự do với nghề bán bia và thịt heo quay tại phường Vân Dương, thành phố Bắc Ninh. Anh kết hôn với một người phụ nữ tên là Phạm Thơm. Hai người đã có với nhau 3 người con.
Dương Minh Tuyền nổi tiếng trên mạng xã hội với biệt danh "thánh chửi". Mỗi khi chứng kiến việc gì "chướng tai gai mắt", Dương Minh Tuyền lập tức quay clip chửi bới tục tĩu sau đó đăng tải lên các nền tảng YouTube hoặc Facebook và thu hút hàng triệu lượt xem và có hàng ngàn lượt thích, bình luận đến từ hầu hết khán giả là các bạn trẻ tuổi như thanh niên, học sinh. Tuyền lôi kéo được sự chú ý của cộng đồng mạng xã hội bằng những lời lẽ thô tục như trong vụ cô giáo cung Bọ Cạp, chửi "hotboy xăm trổ" Lê Hoàng Anh, chửi Manchester City.
Vào tháng 10 năm 2016, trong một lần đi hát karaoke cùng bạn bè, Dương Minh Tuyền có xảy ra xích mích với một nhân viên phục vụ nên đã ném điện thoại của nhân viên này xuống sàn. Một người bạn của Tuyền là Nguyễn Mạnh Hùng nhặt lên đưa cho nhân viên kia rồi trách cứ Tuyền. Giữa hai người xảy ra cãi cọ, trong lúc nóng giận Nguyễn Mạnh Hùng lấy chai bia đập vào trán Tuyền. Dương Minh Tuyền tức giận chạy về nhà lấy khẩu súng hình lựu đạn bắn lên trời 3 phát. Sau khi bị người dân giành lấy súng, Tuyền cầm dao tiếp tục chửi bới Hùng. Sau đó, cả Tuyền lẫn Hùng đã bị công an khởi tố và bắt tạm giam. Vào ngày 18 tháng 4 năm 2017, Dương Minh Tuyền bị Tòa án Nhân Dân thành phố Bắc Ninh đưa ra xét xử và tuyên phạt 32 tháng tù với các tội "Gây rối trật tự công cộng" và "Hủy hoại tài sản".
Dương Minh Tuyền được thả trước thời hạn vào ngày 28 tháng 9 năm 2018. Kể từ đó, Tuyền thường xuất hiện với dáng vẻ "anh hùng trượng nghĩa". Vào ngày 31 tháng 3 năm 2019, Dương Minh Tuyền khiến dư luận xôn xao khi đến nhà của một nữ sinh bị 5 bạn cùng lớp đánh ở Hưng Yên để trao 10 triệu đồng giúp đỡ, được nhiều người vây quanh như "thần tượng".
Ngày 4 tháng 1 năm 2021, Dương Minh Tuyền bị hai người lạ mặt dùng súng bắn khi đang ngồi trong xe gần một quán karaoke ở Hải Dương nhưng không chết. Theo lời khai của người nổ súng, do người này và Tuyền đã có mâu thuẫn từ trước thông qua việc thách thức, chửi nhau trên mạng xã hội nên anh ta muốn bắn Tuyền để trả thù.
Ngày 30 tháng 7 năm 2021, Dương Minh Tuyền cùng 12 người khác bị công an thành phố Bắc Ninh bắt khi đang tụ tập sử dụng ma túy trong một quán karaoke trên địa bàn.
Tối 3/3/2022, mạng xã hội xuất hiện thông tin "thánh chửi" Dương Minh Tuyền, 36 tuổi, trú tại tỉnh Bắc Ninh, "bị đánh trọng thương ở Hồ Ngọc Lân, phường Kinh Bắc, TP. Bắc Ninh". Nhiều người đăng tải hình ảnh Tuyền nằm viện, nói rằng "vết thương khá nặng, phải chuyển lên Bệnh viện Bạch Mai".

## Kênh YouTube

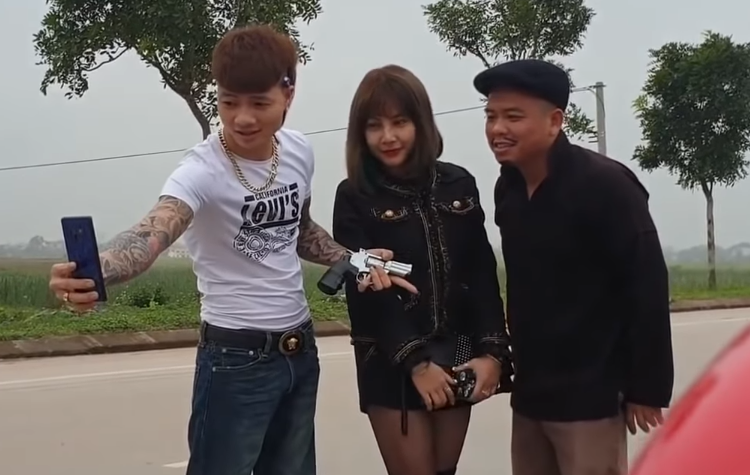
Khá Bảnh và Dương Minh Tuyền chụp ảnh selfie tại hậu trường phim giang hồ Sóng Gió Cuộc Đời

Bên cạnh những video hài tục tĩu, chửi bới với các nội dung xoay quanh "đời sống giang hồ", thu hút hàng triệu lượt xem mỗi video và từng xuất hiện trong danh sách các video thịnh hành tại Việt Nam, Dương Minh Tuyền còn thường xuyên đăng các video thách thức những người khác trên mạng xã hội với dao, kiếm, súng đạn. Vào ngày 4 tháng 4 năm 2019, tức chỉ 1 ngày sau khi kênh YouTube của Khá Bảnh bị xóa với lý do "vi phạm nhiều lần hoặc vi phạm nghiêm trọng chính sách của YouTube về bạo lực", kênh YouTube của Dương Minh Tuyền cũng đã bị xóa với lý do tương tự.
Tuy nhiên, chỉ chưa đầy một tháng sau, Dương Minh Tuyền đã lập một kênh YouTube mới mang tên "Tuyền Mốc", và nhanh chóng thu hút hàng trăm nghìn lượt đăng ký. Các video của kênh chủ yếu vẫn mang nội dung bạo lực, mô tả đời sống giang hồ như kênh cũ, với các tiêu đề như "Xử lý thanh niên láo toét thu tiền bảo kê của xe ôm ở bến xe", "Xử lý thanh niên ngang nhiên ăn cắp bánh trung thu giữa ban ngày". Trong các video này, Dương Minh Tuyền thể hiện mình là người "hành hiệp trượng nghĩa", thay vì báo lên công an thì Tuyền dùng vũ lực để giải quyết các trường hợp bất bình và vi phạm pháp luật. Tính đến ngày 27 tháng 7 năm 2020, kênh YouTube "Tuyền Mốc" đã có gần 750.000 lượt đăng ký và thậm chí đã nhận dấu tích xanh – huy hiệu xác minh của YouTube.